# La sposa bambina
La sposa bambina è un film del 2014 diretto da Khadija al-Salami tratto dall'omonimo romanzo di Nojoud Ali.

## Trama
Nojoom, una bambina yemenita di dieci anni, dopo che la famiglia le cambia il nome in Nojud (che significa nascosta) viene obbligata a sposare un uomo vent'anni più anziano di lei per un patto tra il padre e lo sposo, in accordo con le tradizioni locali. La famiglia della bambina riceve un piccolo guadagno economico e l'opportunità di liberarsi di una bocca da sfamare. Il marito promette di aspettare la pubertà della ragazza prima di consumare il matrimonio, ma non mantiene la promessa, la violenta e la fa vivere come una schiava, appoggiato dalla suocera e dalla tribù. La piccola Nojoom riesce a scappare ed inizia una solitaria e tenace battaglia contro le pratiche arcaiche della sua famiglia e della sua tribù, denunciando il marito ad un tribunale nella speranza di ottenere il divorzio.